# František Odehnal
František Odehnal (18. března 1914 Čikov – 1981 Beroun) byl český voják.

## Biografie
František Odehnal se narodil v roce 1914 v Čikově, vystudoval gymnázium v Třebíči a následně absolvoval základní vojenskou službu a v armádě zůstal a stal se vojákem z povolání. V roce 1939 přes Maďarsko a Jugoslávii odešel do francouzského Agde, kde nastoupil do československé armády. Bojoval ve Francii a následně, po její porážce, odešel do Velké Británie. Tam nadále sloužil v armádě, posléze byl jako voják z povolání přesunut do SSSR, kde sloužil u 1. československého armádního sboru. Později bojoval v dukelském průsmyku a při osvobození Slovenska. V lednu 1945 se stal velitelem praporu. Při bojích na Slovensku byl těžce zraněn a v Kyjevě mu byla amputována noha.
Po skončení druhé světové války se vrátil do Československa a odešel do Berouna, zemřel roku 1981.